# Dieter Kassel
Dieter Kassel (* 21. Februar 1968 in Duisburg) ist ein deutscher Journalist und Moderator.

## Leben und Wirken
Nach der Schulzeit in Duisburg absolvierte er ein Volontariat bei Radio 7 in Ulm. Seit 1987 ist er als Hörfunkmoderator für private und öffentlich-rechtliche Sender tätig, seit 1999 insbesondere für Deutschlandfunk Kultur. Dort moderierte er die Sendung „Radiofeuilleton – Im Gespräch“, bis er 2014 Moderator der Sendung „Studio 9 – Kultur und Politik am Morgen“ wurde. Diese moderiert er seither im Wechsel u. a. mit Stephan Karkowsky, Ute Welty und Liane von Billerbeck, seit 2025 allerdings im Wechsel mit Julia Bamberg, Stephan Karkowsky und Ramona Westhof.
Er war zudem Mitglied des Rateteams in der SWR-Sendung „Ich trage einen großen Namen“ und ist als Moderator öffentlicher Veranstaltungen tätig.
Dieter Kassel ist verheiratet und lebt in Berlin.